# 1655 en littérature
| Années de la littérature : 1652 - 1653 - 1654 - 1655 - 1656 - 1657 - 1658    |
| Décennies de la littérature : 1620 - 1630 - 1640 - 1650 - 1660 - 1670 - 1680 |

Cet article présente les faits marquants de l'année 1655 en littérature.

## Événements
- 12 juin : Jean L'Ange est arrêté à Paris sur dénonciation, accusé de vendre un livre obscène intitulé  L’École des filles ou la philosophie des dames, dont l'auteur serait un certain Michel Millot ; tout les deux sont condamnés et le livre est brûlé[1].

## Parutions
- 23 avril : privilège accordé à Paul Scarron pour publier les Nouvelles tragi-comiques tournées de l’espagnol en français, Antoine de Sommaville (présentation en ligne) (1655-1656). La première, intitulée Précaution inutile, parait en juin[2].

- Anonyme, L’École des filles ou la philosophie des dames, texte érotique sous forme de lettres publié par Louis Piot à Paris[3].
- Pierre Borel, Trésor de recherches et antiquitez gauloises et françoises, Augustin Courbé, 1655 (présentation en ligne)

## Décès
- 28 juillet : Savinien de Cyrano de Bergerac, bretteur, poète et libre-penseur français. (° 6 mars 1619).
- 7 septembre : François L'Hermite, sieur du Soliers dit Tristan L'Hermite, poète et dramaturge français (° 1601).